# Anthony Jacobs
David Anthony Jacobs, baron Jacobs, connu sous le nom d'Anthony Jacobs (13 novembre 1931 - 21 juin 2014) est un homme d'affaires britannique et un homme politique indépendant. Il quitte les libéraux démocrates en 2011.

## Biographie
Il est le fils de Ridley et Ella Jacobs, il fait ses études au Clifton College, Bristol et à l'Université de Londres.
Jacobs est président du Nig Securities Group de 1957 à 1972, du Tricoville Group de 1961 à 1990 et de 1992 à 1994, et de la British School of Motoring de 1973 à 1990. À partir de 1972, il est membre du Parti libéral, se présentant à Watford aux deux élections générales de 1974. En 1984, Jacobs devient le co-trésorier de son parti, poste dont il démissionne trois ans plus tard.
Jacobs est fait chevalier en 1988 et le 18 octobre 1997, il est créé pair à vie en tant que baron Jacobs, de Belgravia dans la ville de Westminster. Il siège avec les libéraux démocrates jusqu'en janvier 2011, date à laquelle il quitte le parti, invoquant son opposition à sa politique fiscale. Il siège aux Lords en tant que membre non affilié jusqu'à sa mort. De 1999 à 2002, il est membre du comité des œuvres d'art de la Chambre des Lords.
Au moment de sa pairie, il reçoit également un doctorat honorifique de l'Université de Haïfa en reconnaissance de son généreux soutien à la fouille d'un ancien navire naufragé à Ma'agan Michael. Jacobs est marié à Evelyn Felicity Patchett depuis 1954 et a une fille, un fils et cinq petits-enfants. Lord Jacobs est classé 614e dans la liste riche du Sunday Times de 2008, avec une fortune estimée à 128 £ millions, dans les auto-écoles et la restauration rapide.